# Джордж Віндзор, граф Сент-Ендрюс
Джордж Філіп Ніколас Віндзор, граф Сент-Ендрюс (англ. George Philip Nicholas Windsor, Earl of St Andrews, нар. 26 червня 1962 року, Айвер, Бакінгемшир, Англія) — англійський філантроп, колишній дипломат, член британської королівської родини, старший син принца Едварда, герцога Кентського та його дружини Кетрін, герцогині Кентської. Займає 42- ге місце у черзі успадкування британського престолу.

## Ранні роки та кар'єра
Лорд Сент-Ендрюс є сином принца Едварда, герцога Кентського, і Кетрін, герцогині Кентської (уродженої Ворслі, дочки сера Вільяма Ворслі, 4-го баронета). Здобув ступінь магістра історії в Ітонському коледжі та Даунінг-коледжі, Кембридж.
Сент-Ендрюс служив на дипломатичній службі в Нью-Йорку та Будапешті. Пізніше він працював у бізнесі антикварних книг для аукціонного дому Крістіз.
Був довіреною особою благодійної організації SOS Children's Villages UK і є покровителем Асоціації міжнародних досліджень раку. Він також був покровителем Clifton Scientific Trust, освітньої благодійної організації, яка дає молодим людям досвід у світі науки та техніки.
В квітні 2012 року він також став опікуватися благодійною організацією The Next Century Foundation, що працює на Близькому Сході. Крім того, він є довіреною особою Global eHealth Foundation і патроном Welsh Sinfonia.
30 березня 2017 року був призначений ректором Болтонського університету.

## Особисте життя
9 січня 1988 року Джордж одружився з Сільваною Томаселлі, вченою канадського походження, в офісі реєстрації актів цивільного стану Лейта поблизу Единбурга. У пари троє дітей:
- Едвард Віндзор, лорд Даунпатрік
- Леді Марина Віндзор
- Леді Амелія Віндзор